# Herb Lejdy

Herb Lejdy

Herbem Lejdy jest biała tarcza zakończona gładkim łukiem gotyckim. Na tarczy widnieje czerwone godło. Przedstawia ono 2 skrzyżowane klucze z piórami zwróconymi na zewnątrz i w górę układu.